# Échecs humains
 (septembre 2010).
Si vous disposez d'ouvrages ou d'articles de référence ou si vous connaissez des sites web de qualité traitant du thème abordé ici, merci de compléter l'article en donnant les références utiles à sa vérifiabilité et en les liant à la section « Notes et références ».

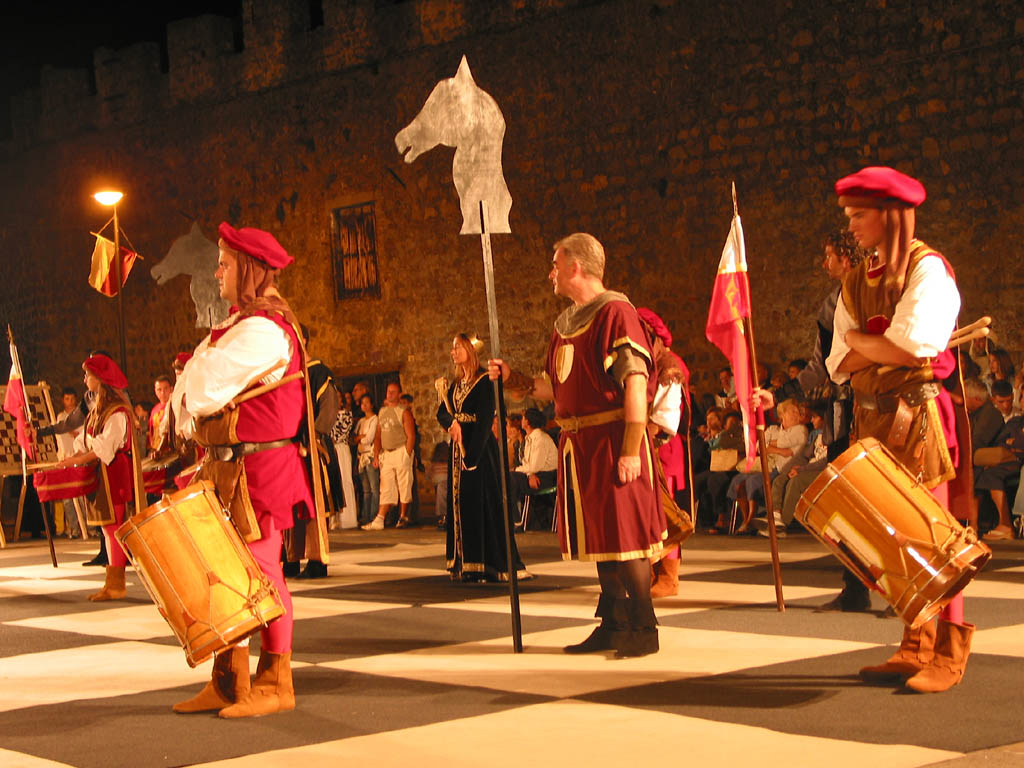
À Monselice, en Italie.

Le jeu d’échecs humains est une variante du jeu d'échecs traditionnel, souvent jouée dans les foires médiévales, où le rôle des pièces (roi, tour, fou, etc.) est joué par des êtres humains. Il se joue généralement en extérieur, sur un plateau marqué au sol. Les combats opposant les différentes pièces du jeu peuvent être effectués par des acteurs entraînés au combat de démonstration. Dans ce cas, un mouvement de pièce qui normalement en enlève une autre du plateau déclenchera un combat chorégraphié pour déterminer si celle-ci sera effectivement vaincue ou non. Il existe également des variantes où les joueurs prennent part à un combat de judo ou de catch.
Un jeu d'échecs humains historique a lieu tous les deux ans depuis 1923 dans la ville italienne de Marostica (non loin de Venise). Il commémore la légende selon laquelle, en 1454, deux jeunes gens se seraient battus pour leur dame.[réf. souhaitée]

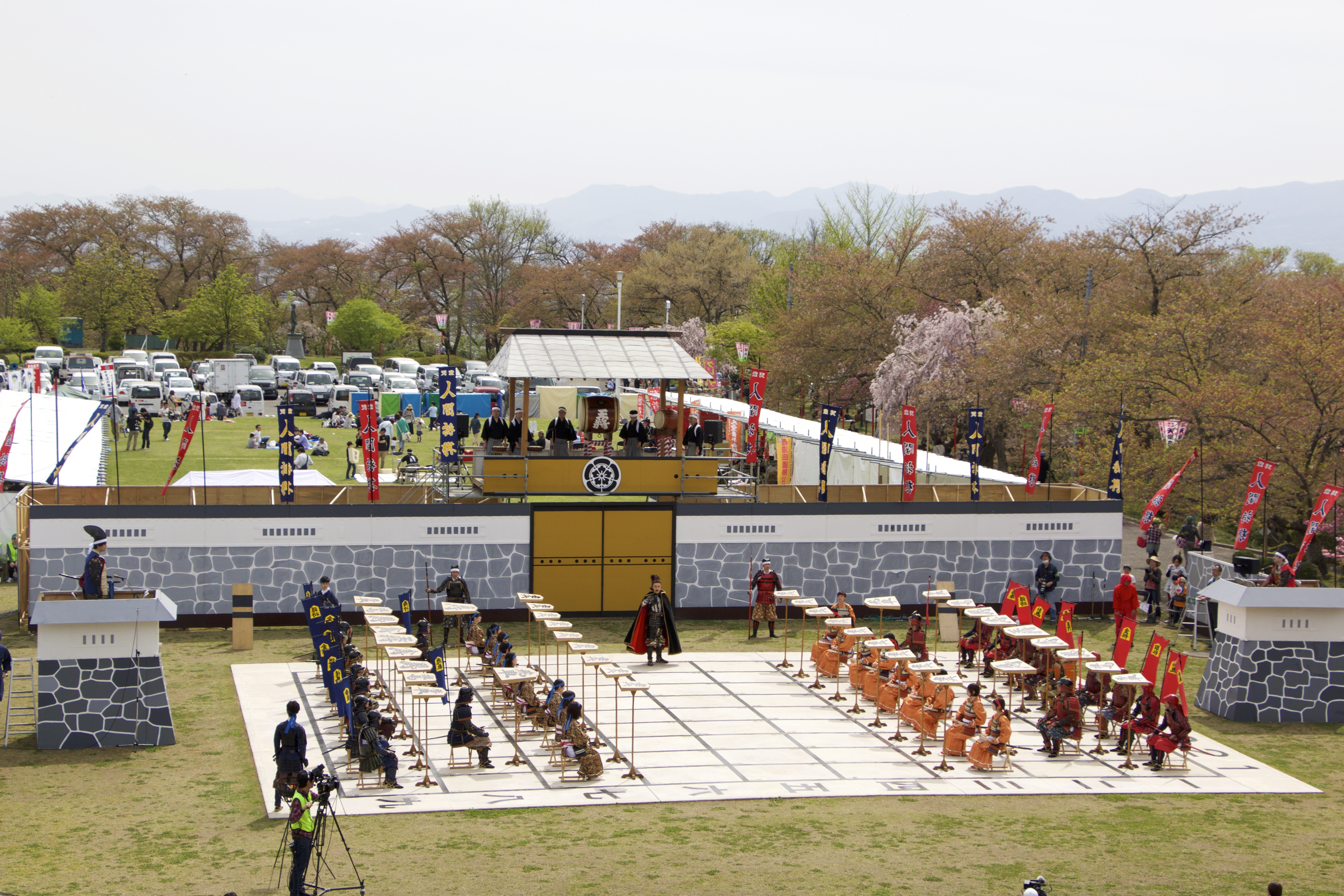
Début d'une partie de shōgi humain à Tendō, dans la préfecture de Yamagata.

Au Japon, il existe aussi des parties de shōgi humain.

## Dans la littérature
- De l'autre côté du miroir de Lewis Caroll (1871)
- Les Pions humains du jeu d'échecs de Mars d'Edgar Rice Burroughs  (1922)